# Crissey (Saona i Loira)
Crissey és un municipi francès, situat al departament de Saona i Loira i a la regió de Borgonya - Franc Comtat. L'any 2007 tenia 2.311 habitants.

## Demografia

### Població
El 2007 la població de fet de Crissey era de 2.311 persones. Hi havia 838 famílies, de les quals 122 eren unipersonals (38 homes vivint sols i 84 dones vivint soles), 301 parelles sense fills, 377 parelles amb fills i 38 famílies monoparentals amb fills.
La població ha evolucionat segons el següent gràfic:
Habitants censats

### Habitatges
El 2007 hi havia 881 habitatges, 845 eren l'habitatge principal de la família, 6 eren segones residències i 30 estaven desocupats. 840 eren cases i 37 eren apartaments. Dels 845 habitatges principals, 689 estaven ocupats pels seus propietaris, 147 estaven llogats i ocupats pels llogaters i 10 estaven cedits a títol gratuït; 4 tenien una cambra, 18 en tenien dues, 57 en tenien tres, 263 en tenien quatre i 503 en tenien cinc o més. 708 habitatges disposaven pel capbaix d'una plaça de pàrquing. A 290 habitatges hi havia un automòbil i a 526 n'hi havia dos o més.

### Piràmide de població
La piràmide de població per edats i sexe el 2009 era:
| Homes | Edats   | Dones |
| ----- | ------- | ----- |
| 0     | 95 o +  | 0     |
| 4     | 90 a 94 | 12    |
| 8     | 85 a 89 | 4     |
| 8     | 80 a 84 | 8     |
| 20    | 75 a 79 | 16    |
| 40    | 70 a 74 | 28    |
| 24    | 65 a 69 | 64    |
| 44    | 60 a 64 | 36    |
| 52    | 55 a 59 | 48    |
| 72    | 50 a 54 | 88    |
| 56    | 45 a 49 | 72    |
| 80    | 40 a 44 | 80    |
| 88    | 35 a 39 | 64    |
| 52    | 30 a 34 | 84    |
| 28    | 25 a 29 | 44    |
| 48    | 20 a 24 | 36    |
| 60    | 15 a 19 | 52    |
| 80    | 10 a 14 | 68    |
| 68    | 5 a 9   | 80    |
| 64    | 0 a 4   | 56    |

## Economia
El 2007 la població en edat de treballar era de 1.512 persones, 1.099 eren actives i 413 eren inactives. De les 1.099 persones actives 1.006 estaven ocupades (530 homes i 476 dones) i 93 estaven aturades (38 homes i 55 dones). De les 413 persones inactives 169 estaven jubilades, 142 estaven estudiant i 102 estaven classificades com a «altres inactius».

### Ingressos
El 2009 a Crissey hi havia 889 unitats fiscals que integraven 2.531,5 persones, la mediana anual d'ingressos fiscals per persona era de 18.727 €.

### Activitats econòmiques
Dels 199 establiments que hi havia el 2007, 5 eren d'empreses extractives, 2 d'empreses alimentàries, 5 d'empreses de fabricació de material elèctric, 37 d'empreses de fabricació d'altres productes industrials, 36 d'empreses de construcció, 39 d'empreses de comerç i reparació d'automòbils, 15 d'empreses de transport, 1 d'una empresa d'hostatgeria i restauració, 1 d'una empresa d'informació i comunicació, 12 d'empreses financeres, 4 d'empreses immobiliàries, 25 d'empreses de serveis, 7 d'entitats de l'administració pública i 10 d'empreses classificades com a «altres activitats de serveis».
Dels 42 establiments de servei als particulars que hi havia el 2009, 1 era una oficina bancària, 11 tallers de reparació d'automòbils i de material agrícola, 1 taller d'inspecció tècnica de vehicles, 8 paletes, 3 guixaires pintors, 7 fusteries, 4 lampisteries, 2 electricistes, 1 empresa de construcció, 2 perruqueries, 1 restaurant i 1 saló de bellesa.
Dels 6 establiments comercials que hi havia el 2009, 1 era una botiga de menys de 120 m², 1 una fleca, 1 una carnisseria, 1 una botiga de roba, 1 una botiga de material de revestiment de parets i terra i 1 una joieria.
L'any 2000 a Crissey hi havia 7 explotacions agrícoles.

## Equipaments sanitaris i escolars
El 2009 hi havia 1 farmàcia i 1 ambulància.
El 2009 hi havia 1 escola maternal i 1 escola elemental.

## Poblacions properes
El següent diagrama mostra les poblacions més properes.